# Vrbovec
Vrbovec es una ciudad de Croacia en el condado de Zagreb.

## Geografía
Se encuentra a una altitud de 141 m s. n. m. a 44.40 km de la capital nacional, Zagreb.

## Demografía
Según estimación 2013 contaba con una población de 15 009 habitantes.
En el censo 2011, el total de población del municipio fue de 14 802 habitantes, distribuidos en las siguientes localidades:
- Banovo, población 113
- Brčevec, población 544
- Celine, población 978
- Cerik, población 52
- Vrobec, población 218
- Dijaneš, población 168
- Đivan, población 32
- Donji Tkalec, población 98
- Dulepska, población 156
- Gaj, población 381
- Gornji Tkalec, población 184
- Gostović, población 139
- Graberanec, población 0
- Graberšćak, población 88
- Greda, población 96
- Hruškovica, población 72
- Konak, población 115
- Krkač, población 88
- Kućari, población 58
- Lonjica, población 1,019
- Lovrečka Varoš, población 154
- Lovrečka Velika, población 200
- Luka, población 824
- Lukovo, población 184
- Marenić, población 57
- Martinska Ves, población 515
- Naselje Stjepana Radića, población 244
- Negovec, población 175
- Novo Selo, población 123
- Peskovec, población 324
- Pirakovec, población 170
- Podolec, población 99
- Poljana, población 423
- Poljanski Lug, población 428
- Prilesje, población 183
- Samoborec, población 118
- Savska Cesta, población 165
- Topolovec, población 133
- Vrbovec, población 4,973
- Vrbovečki Pavlovec, población 398
- Vrhovec, población 140
- Žunci, población 167